# کامیلو پاسرا
کامیلو پاسرا (ایتالیایی: Camillo Passera؛ زادهٔ ۲۴ مارس ۱۹۶۵) دوچرخه‌سوار اهل ایتالیا است.